# Леонид Щейн
Леонид Щейн (на укр. Леоні́д Заха́рович Штейн) е украински шахматист. Роден е в украинска ССР. Международен гросмайстор от 1962 г. На 4 юли 1973 г. умира в Москва. Погребан е в Киев.

## Шахматна кариера
Първият си шахматен успех Щейн постига на 21-годишна възраст. През годините 1955 и 1956, той участва в индивидуалния шампионат по шахмат на армията на Съветския съюз, където поделя първото място. Три години по-късно, за първи път участва в първенството по шахмат на СССР, което е проведено в Тбилиси. Тогава Щейн не достига до финала, но привлича вниманието към себе си.
През 1961 г. Щейн участва в световното студентстко отборно първенство в Хелзинки. Съветският шахматист е единствения в отбора си с шахматно звание – международен майстор. Състезава се на първа дъска и изиграва 12 партии. Спечелва 9,5 точки (8+ 1– 3=) и постига 79,2 процента успеваемост. На този шахматен форум, Щейн за първи път среща бъдещи шахматни величия като Властимил Янса и българина Иван Радулов. Партиите му и с двамата завършват реми. Спечелва златен отборен медал.
Същата година в шампионата на СССР, Щейн спечелва бронзов медал. Това му донася и гросмайсторско звание, което получава на следващата година през 1962 г.
Съветският гросмайстор става на три пъти шампион на Съветския съюз. Това се случва в годините – 1963, 1965 и 1966. На първенството в Ленинград през 1963, Щейн завършва на 1 – 3-то място, заедно с шахматистите Борис Спаски и Ратмир Холмов. Играят се допълнителни мачове, които определят Щейн за шампион.
Участва на три междузонални турнира. Първият от тях е в Стокхолм през 1962 г. Щейн поделя 6 – 8-о място със Светозар Глигорич и Пал Бенкьо. През 1964 г. участва на турнира в Амстердам. Там завършва на 5 – 6 позиция, заедно с Давид Бронщайн. И третото участие на Щейн в междузоналните турнири, не му донася успех. През 1967 г. в Сус, поделя 6 – 8-о място с шахматистите Самуел Решевски и Властимил Хорт. Тримата гросмайстори играят допълнителни мачове в Лос Анджелис, където Щейн завършва на третата позиция. За най-голямо нещастие на Щейн, той пропуска шанса да участва в мачовете на претендентите, след като в последния кръг на допълнителното съревнование, отказва предложението за реми от Хорт и впоследствие губи цялата партия.
През 1970 г. взима участие в мача между Съветския съюз и останалия свят. Изиграва само една партия, която губи от Бент Ларсен.
Щейн се класира и за междузоналния турнир в Петрополис, който се провежда през 1973 г. Но така и не взима участие, защото получава сърдечен удар, докато е отседнал в хотел „Русия“, Москва. Щейн умира на 4 юли, на възраст от едва 38 години, в разгара на своята шахматна кариера.

## Турнирни победи
- 1962 – Западен Берлин
- 1967 – Сараево, Москва
- 1967/68 – Хейстингс
- 1968 – Кечкемет
- 1969 – Талин
- 1971 – Пярну, Москва („Мемориал Алехин“)
- 1972 – Загреб
- 1973 – Лас Палмас

## Участия на шахматни олимпиади
Има две участия на шахматни олимпиади. Изиграва 25 партии и спечелва 19 точки (15+ 2– 8=). Общата му успеваемост е точно 76 процента. Завоюва четири медала. Два от тях са отборни – злато. Индивидуалните му медали са злато (1964) и сребро (1966). На олимпиадата в Тел Авив, се изправя срещу представител на България. Съперник на Щейн е Никола Спиридонов, който се предава на 40-ия ход.
| Година | Организатор | Отбор | Класиране (отборно) | Дъска         |
| 1964   | Тел Авив    | СССР  | 1                   | Първа резерва |
| 1966   | Хавана      | СССР  | 1                   | Четвърта      |